# تيري شاناهان
تيري شاناهان (بالإنجليزية: Terry Shanahan)‏ هو لاعب كرة قدم بريطاني في مركز الهجوم، ولد في 5 ديسمبر 1951 في بادنغتون في المملكة المتحدة. لعب مع إيبسويتش تاون وبلاكبيرن روفرز ونادي ألدرشوت ونادي بورنموث ونادي تشيسترفيلد ونادي ميلوول ونادي هاليفاكس تاون.